# Les Pennes-Mirabeau
 (juin 2024).
Si vous disposez d'ouvrages ou d'articles de référence ou si vous connaissez des sites web de qualité traitant du thème abordé ici, merci de compléter l'article en donnant les références utiles à sa vérifiabilité et en les liant à la section « Notes et références ».
Pour les articles homonymes, voir Penne et Mirabeau.
Les Pennes-Mirabeau est une commune française située dans la banlieue nord de Marseille, dans le département des Bouches-du-Rhône, en région Provence-Alpes-Côte d'Azur.
Ses habitants sont appelés les Pennois(es).
La devise de la commune est en latin « Super pennas ventorum », ce qui signifie « Sur les ailes du vent ».

## Géographie
Perché sur un éperon rocheux entre la route de Martigues et celle de Salon-de-Provence, le village des Pennes-Mirabeau ressemble à une crèche provençale avec son église, son moulin à vent et ses deux châteaux. Pays de collines calcaires et de vallons avec ses reliefs variés, de (70 à 279 m), le village est dans un site pittoresque au-dessus d'un coteau isolé, appuyé par sa base à la chaîne des collines de Vitrolles. La commune compte 19 534 habitants, au dernier recensement.
Située à 17 km au nord de Marseille, à 10 km de l'aéroport international de Marseille-Provence à Marignane et à quelques minutes de la gare  d'Aix-en-Provence-TGV, la commune de 3 366 hectares offre bien des atouts. En effet, elle rassemble sur son territoire - l'un des plus étendus de la région - des zones urbaines et agricoles, les autoroutes et des petits chemins de campagne, un vaste secteur commercial et des zones d'activités industrielles et de services, des vestiges du passé et un urbanisme tourné vers l'avenir.

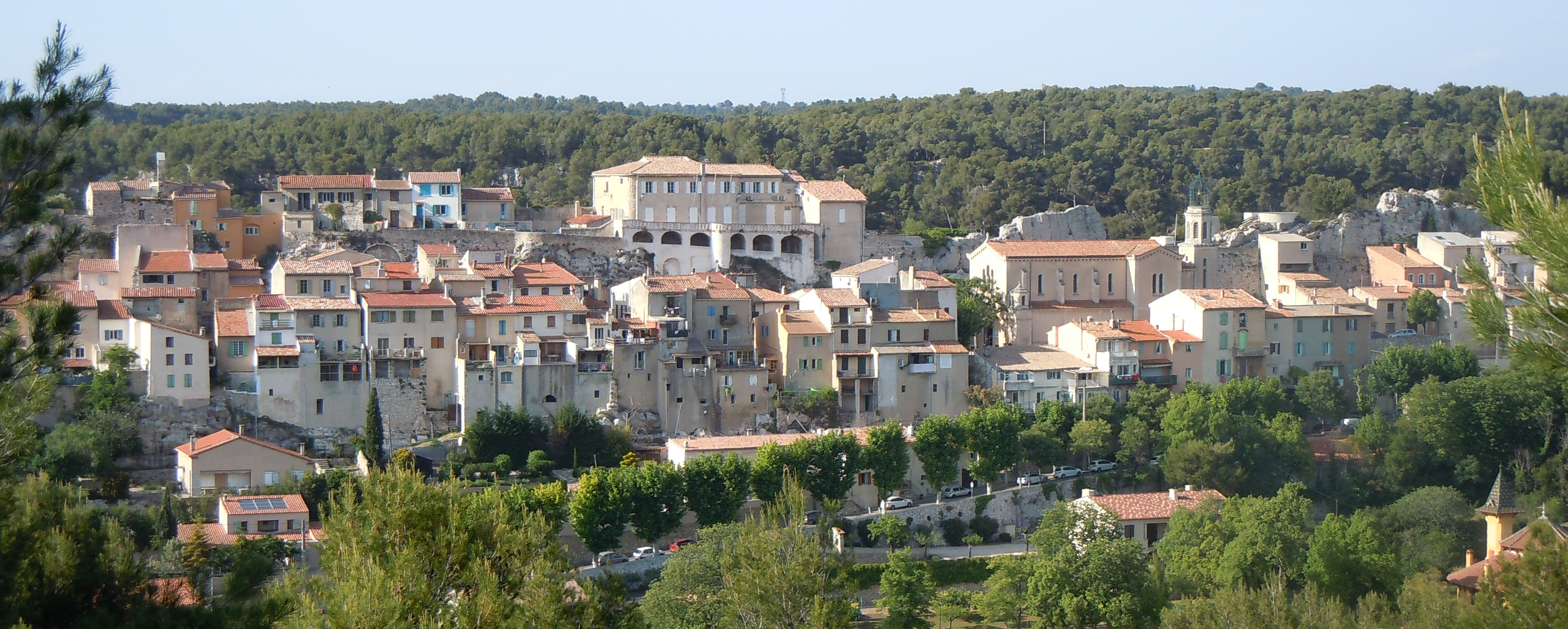
Le village des Pennes-Mirabeau. Vue depuis le Val des Fleurs

### Lieux-dits et écarts
- au nord-est : Plan-de-Campagne, ancienne zone rurale largement convertie en zone commerciale ;
- au nord-ouest : le Repos, avec la Z.A.C. de l'Agavon, et les Cardelines ;
- au sud-est : les Cadeneaux avec son église de près de 300 ans, et la Gavotte, quartier attenant à Marseille ;
- au sud-ouest : le Plan-des-Pennes, hameau campagnard au pied des collines où se trouvent les oppidums de Teste-Nègre et de la Cloche.

### Communes limitrophes
| Gignac-la-Nerthe, Vitrolles                    | Cabriès         | Bouc-Bel-Air         |
| Marignane (par un quadripoint), Saint-Victoret | Pennes-Mirabeau | Septèmes-les-Vallons |
| Le Rove                                        | Marseille       | Marseille            |

Les communes limitrophes sont Bouc-Bel-Air, Cabriès, Gignac-la-Nerthe, Le Rove, Saint-Victoret, Septèmes-les-Vallons, Vitrolles et Marseille.

### Climat
Pour des articles plus généraux, voir Climat de Provence-Alpes-Côte d'Azur et Climat des Bouches-du-Rhône.
En 2010, le climat de la commune est de type climat méditerranéen franc, selon une étude du Centre national de la recherche scientifique s'appuyant sur une série de données couvrant la période 1971-2000. En 2020, Météo-France publie une typologie des climats de la France métropolitaine dans laquelle la commune est exposée à un climat méditerranéen et est dans la région climatique  Provence, Languedoc-Roussillon, caractérisée par une pluviométrie faible en été, un très bon ensoleillement (2 600 h/an), un été chaud (21,5 °C), un air très sec en été, sec en toutes saisons, des vents forts (fréquence de 40 à 50 % de vents > 5 m/s) et peu de brouillards. 
Pour la période 1971-2000, la température annuelle moyenne est de 14,5 °C, avec une amplitude thermique annuelle de 16,2 °C. Le cumul annuel moyen de précipitations est de 590 mm, avec 6,1 jours de précipitations en janvier et 1,5 jours en juillet. Pour la période 1991-2020, la température moyenne annuelle observée sur la station météorologique de Météo-France la plus proche, « Marignane », sur la commune de Marignane à 8 km à vol d'oiseau, est de 15,9 °C et le cumul annuel moyen de précipitations est de 532,3 mm. 
La température maximale relevée sur cette station est de 39,7 °C, atteinte le 26 juillet 1983 ; la température minimale est de −16,8 °C, atteinte le 12 février 1956,,. 
| Mois                                  | jan.             | fév.             | mars            | avril           | mai           | juin           | jui.            | août            | sep.            | oct.            | nov.            | déc.             | année      |
| ------------------------------------- | ---------------- | ---------------- | --------------- | --------------- | ------------- | -------------- | --------------- | --------------- | --------------- | --------------- | --------------- | ---------------- | ---------- |
| Température minimale moyenne (°C)     | 3,6              | 3,7              | 6,5             | 9,4             | 13,3          | 17,2           | 19,7            | 19,4            | 15,9            | 12,6            | 7,7             | 4,4              | 11,1       |
| Température moyenne (°C)              | 7,7              | 8,3              | 11,4            | 14,3            | 18,4          | 22,5           | 25,2            | 24,9            | 20,9            | 17              | 11,7            | 8,4              | 15,9       |
| Température maximale moyenne (°C)     | 11,8             | 12,8             | 16,4            | 19,3            | 23,5          | 27,9           | 30,7            | 30,5            | 25,9            | 21,3            | 15,7            | 12,4             | 20,7       |
| Record de froid (°C) date du record   | −12,4 07.01.1985 | −16,8 12.02.1956 | −10 07.03.1949  | −2,4 05.04.1935 | 0 01.05.1960  | 5,4 09.06.1932 | 7,8 04.07.1948  | 8,1 29.08.1924  | 1 25.09.1931    | −2,2 31.10.1941 | −5,8 11.11.1921 | −12,8 26.12.1940 | −16,8 1956 |
| Record de chaleur (°C) date du record | 19,9 19.01.07    | 22,5 17.02.22    | 25,4 28.03.1989 | 29,6 24.04.1947 | 34,9 24.05.09 | 39,6 28.06.19  | 39,7 26.07.1983 | 39,2 13.08.1922 | 34,3 05.09.1949 | 30,4 02.10.1997 | 25,2 05.11.1924 | 20,7 30.12.21    | 39,7 1983  |
| Ensoleillement (h)                    | 147,9            | 173,1            | 234,7           | 250,8           | 298,6         | 337,8          | 372,2           | 333,8           | 263,7           | 196,1           | 150,8           | 138,1            | 2 897,6    |
| Précipitations (mm)                   | 47,1             | 29,8             | 29,5            | 51,6            | 37,7          | 27,9           | 10,8            | 25,8            | 82              | 73,3            | 75,9            | 40,9             | 532,3      |

| Diagramme climatique                                  |             |             |             |              |              |              |              |            |              |             |             |
| J                                                     | F           | M           | A           | M            | J            | J            | A            | S          | O            | N           | D           |
| 11,83,647,1                                           | 12,83,729,8 | 16,46,529,5 | 19,39,451,6 | 23,513,337,7 | 27,917,227,9 | 30,719,710,8 | 30,519,425,8 | 25,915,982 | 21,312,673,3 | 15,77,775,9 | 12,44,440,9 |
| Moyennes : • Temp. maxi et mini °C • Précipitation mm |             |             |             |              |              |              |              |            |              |             |             |

Les paramètres climatiques de la commune ont été estimés pour le milieu du siècle (2041-2070) selon différents scénarios d'émission de gaz à effet de serre à partir des nouvelles projections climatiques de référence DRIAS-2020. Ils sont consultables sur un site dédié publié par Météo-France en novembre 2022.

### Hydrographie
En raison de la nature calcaire du sol, peu de cours d'eau arrosent la commune. Seul le Merlançon traverse la commune d'est en ouest au sud du village, et conflue avec le Raumartin, affluent de la Cadière, qui se jette dans l'étang de Berre. Au nord-ouest de la commune, la Cadière, née d'une exsurgence nommée l'Infernet, sépare les Pennes de la commune de Vitrolles.

### Communications et transports
Les Pennes est depuis l'antiquité un carrefour de routes au voisinage de la métropole marseillaise.
La commune est traversée du sud-est au nord-ouest par l'ancienne route nationale 113 qui reliait Marseille à Salon-de-Provence et au-delà à la vallée du Rhône et au Languedoc. Devenue départementale, cette route reste un axe important de desserte entre les abords nord de Marseille et la zone d'activités de Plan-de-Campagne d'une part, les zones industrielles de Vitrolles et Marignane d'autre part. Les départementales 6 et 368 forment un axe est-ouest complémentaire du précédent.

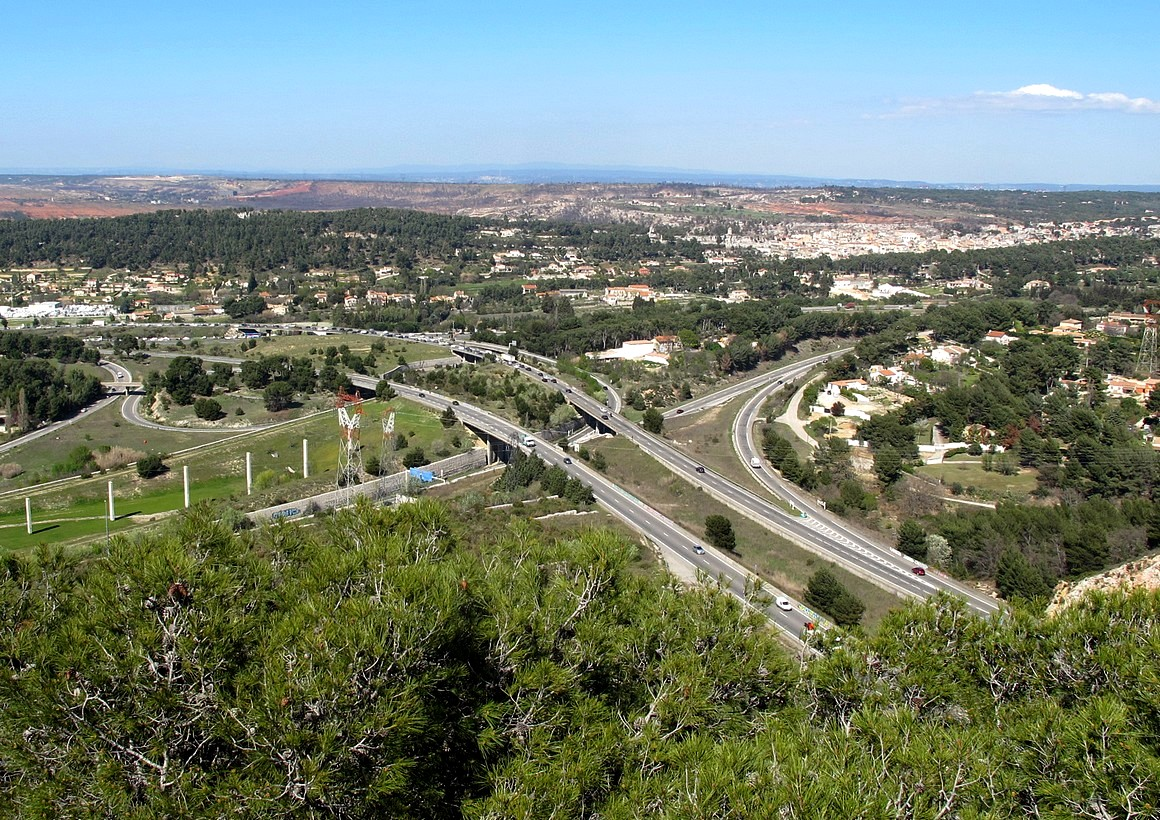
L'échangeur sud des Pennes (A7/A55)

L'autoroute A7, ouverte en 1951 du côté de Marseille, et en 1970 du côté de Salon-de-Provence, est devenu l'axe principal de circulation dans le secteur, avec deux échangeurs de part et d'autre des Pennes. L'autoroute A55, ouverte en 1975 vers Martigues et en 1989 vers Marseille, tangente l'autoroute A7 aux Pennes, formant avec elle un échangeur complexe en plein cœur de la commune.
Deux gares SNCF sont situées à proximité : celle de Pas-des-Lanciers, à l'ouest de la commune, sur la ligne de Marseille à Arles, desservie seulement par des TER, et celle d'Aix-TGV, au nord, sur la ligne à grande vitesse Paris-Marseille (LGV Sud-Est), avec liaisons fréquentes vers Paris, Lyon, le Nord et l'Ouest de la France.
L'aéroport Marseille-Provence est situé à 10 kilomètres des Pennes, directement accessible.
Plusieurs lignes du réseau Salon Etang Côte Bleue desservent depuis le square de Gaulle les communes voisines ou quartiers excentrés (Vitrolles, Rognac, Marignane, Plan-de-Campagne, Saint-Antoine (Marseille), Tante Rose, etc.).

## Urbanisme

### Typologie
Au 1er janvier 2024, Les Pennes-Mirabeau est catégorisée ceinture urbaine, selon la nouvelle grille communale de densité à 7 niveaux définie par l'Insee en 2022.
Elle appartient à l'unité urbaine de Marseille-Aix-en-Provence, une agglomération inter-départementale dont elle est une commune de la banlieue,. Par ailleurs la commune fait partie de l'aire d'attraction de Marseille - Aix-en-Provence, dont elle est une commune de la couronne,. Cette aire, qui regroupe 115 communes, est catégorisée dans les aires de 700 000 habitants ou plus (hors Paris),.

### Occupation des sols
L'occupation des sols de la commune, telle qu'elle ressort de la base de données européenne d’occupation biophysique des sols Corine Land Cover (CLC), est marquée par l'importance des forêts et milieux semi-naturels (42,3 % en 2018), en diminution par rapport à 1990 (48,1 %). La répartition détaillée en 2018 est la suivante : 
zones urbanisées (30,2 %), milieux à végétation arbustive et/ou herbacée (18,7 %), espaces ouverts, sans ou avec peu de végétation (17 %), zones agricoles hétérogènes (16 %), zones industrielles ou commerciales et réseaux de communication (8,9 %), forêts (6,6 %), mines, décharges et chantiers (2,6 %). L'évolution de l’occupation des sols de la commune et de ses infrastructures peut être observée sur les différentes représentations cartographiques du territoire : la carte de Cassini (XVIIIe siècle), la carte d'état-major (1820-1866) et les cartes ou photos aériennes de l'IGN pour la période actuelle (1950 à aujourd'hui).

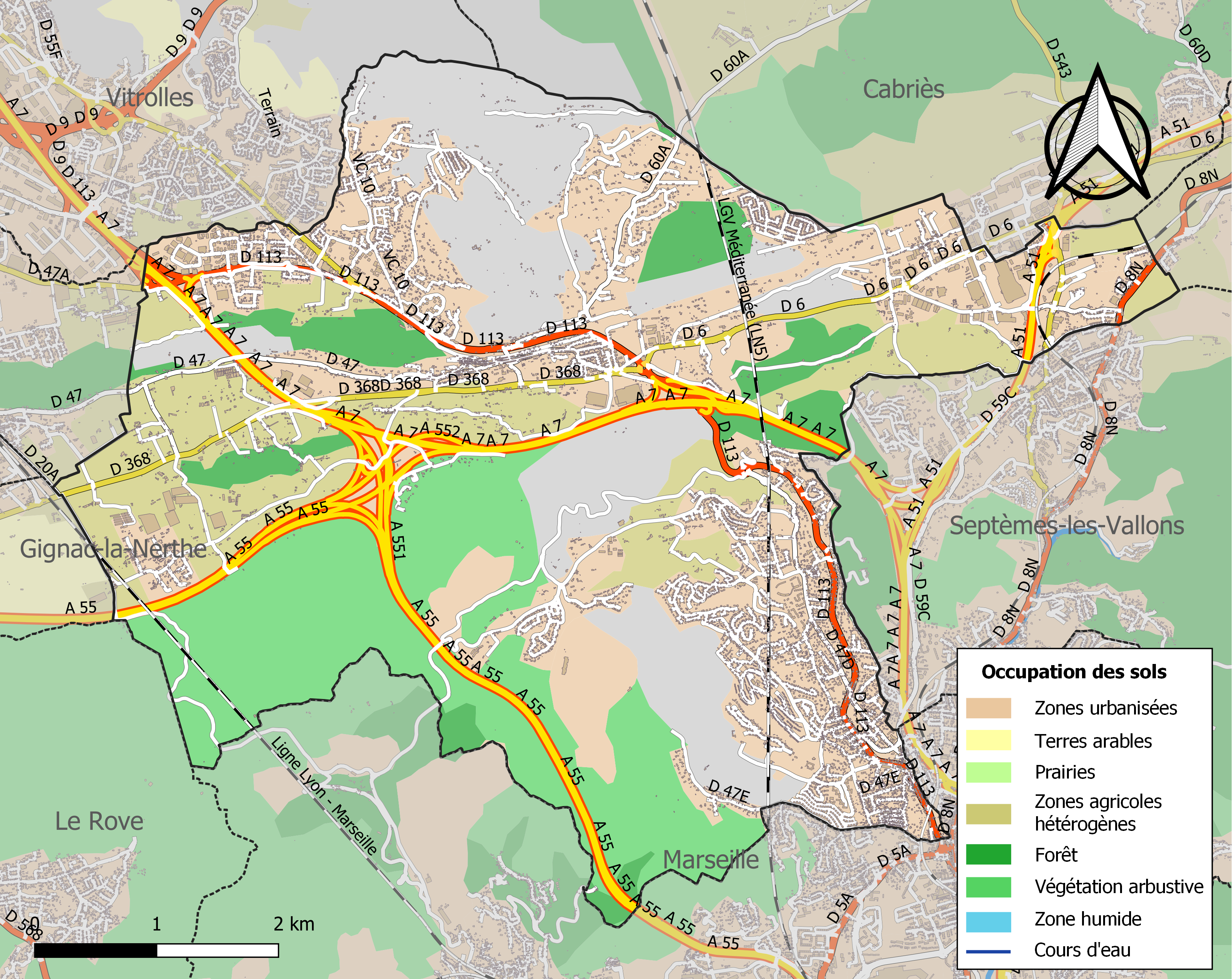
Carte des infrastructures et de l'occupation des sols de la commune en 2018 (CLC).

## Toponymie
Le nom de Pennes provient du pré-latin, probablement ligure penna, hauteur rocheuse plus ou moins pentue dans la Gaule du Sud ; attesté en 1047 en in Pennicis qui pourrait se rapprocher du Penn (tête, pointe, cap) breton.
Le nom de la commune en provençal est Lei Peno.
L'ajout de la particule "Mirabeau" s'est faite en 1902, à l'occasion de la politique d'État visant à supprimer les homonymes communaux. La raison principale est certainement un hommage au révolutionnaire Mirabeau, un précédent projet de "Les Pennes-Voltaire" ayant été présenté à cette occasion. Pour autant certains, suivant l'ancien instituteur du village et chantre du Félibrige Maurice Ripert, avancent que ce nom ferait également référence au provençal "mira-beù", rendant ainsi hommage à la magnifique vue observée depuis la barre rocheuse sur laquelle a été érigée le vieux-village.
Le vallon Kléber en référence au passage de la dépouille du général, du château d'If à Strasbourg, est encore appelé de nos jours vallon de l'assassin, en référence à l'assassinat de l'aubergiste et de sa famille sur le terrain de l'actuelle usine de sodas.
Le pas des lanciers : lou pas de l'encié ("le passage de la brèche").

## Histoire

### Antiquité
Les premiers hommes s’installèrent dès le IIIe siècle av. J.-C. à quelque 2,5 km à l'ouest du chef-lieu, sur l'oppidum de Teste-Nègre. Ce site défensif fortifié, situé au nord de la chaîne de la Nerthe, domine de ses 120 m la plaine de Marignane et le ravin des Poiriers. Il permettait à ses occupants de se prévenir de toutes attaques ennemies. Il en reste d'importants vestiges. La population se déplaça plus tard sur l'Oppidum de la Cloche, sur ce site fut découvert de nombreux vestige tel que des voies d'accès à rail, des fours et des citernes. En 49 av J.-C le site de la Cloche fut vraisemblablement détruite par de rudes combats contre Caius Trebonius à la tête de l'armées de Jules César lors du siège de Massilia.

### Moyen Âge
Le terroir des Pennes aurait été découvert par les Sarrasins et autres Barbaresques durant les IXe et Xe siècles.
C'est au cours du haut Moyen Âge que le bourg des Pennes s'est formé autour de son château fort, défendant l'entrée du vallon de l'Assassin, [précision nécessaire]seule voie d'accès à Martigues et aux étangs, ce qui lui vaut bien des convoitises et des luttes.
Le titre le plus ancien faisant état des Pennes date de 1022. La seigneurie des Pennes vit passer en 1310 Bertrand de Guitto, seigneur de Duras. Puis en 1348 la reine Jeanne la confia à son mari, Louis de Tarente. Durant 20 ans, elle est inféodée par Guillaume-Roger de Beaufort, seigneur des Baux.
La mort de la reine Jeanne Ire ouvre une crise de succession à la tête du comté de Provence, les villes de l’Union d'Aix (1382-1387) soutenant Charles de Duras contre Louis Ier d'Anjou. Les Pennes se rallie à l’Union d’Aix, avant de faire promesse de reddition le 18 mai 1388 à Marie de Blois, régente de Louis II d'Anjou. Durant toute la guerre, la garnison était commandée par Guillaume III Roger de Beaufort, qui suivait le sénéchal de Beaucaire Enguerrand d'Eudin. Mais, bien que la place soit tenue par le sénéchal de Beaufort, la communauté des Pennes adhère à l’Union d'Aix (1382-1387), soutenant Charles de Duras. Elle fait même partie des plus fidèles et maintient son soutien même après la reddition d’Aix.
En 1481, Louis XI hérite de la Provence et la seigneurie des Pennes passe à la maison du Luxembourg.

### Temps modernes
L'année 1552 vit arriver Charles Vento. Par L.P. d'octobre 1678, Louis XIV érige la terre en marquisat en faveur de Louis-Nicolas Vento des Pennes, premier consul d'Aix-en-Provence. Le marquisat reste dans la Maison de Vento jusqu'à la Révolution.
Au moins depuis l'époque médiévale, mais en particulier entre le milieu du XVIe et du XVIIIe siècle, la commune des Pennes/Septèmes (ne formant alors qu'une seule communauté composée de trois seigneuries : Les Pennes, Pierrefeu et Septèmes) a connu un important contentieux territorial avec la cité voisine de Marseille. Celui-ci concernait l'appartenance territoriale des collines de La Nerthe et des vallées des Cadeneaux/Gavotte et de Septèmes séparant les collines de l'Estaque au massif de l'Étoile.
Durant la Révolution française, les Pennes s'associent à l'action de l'ensemble des communes contre la rareté et cherté des vivres. Le château fut pillé et le marquis s'exile à l'étranger. Les biens du marquis de Vento passent dans le domaine national en 1867.

## Politique et administration

### Tendances politiques et résultats
La commune des Pennes-Mirabeau a été tenue par le Parti communiste français durant la mandature de Monsieur Alferd BENDER (maire de 1973 à 1977), ancien directeur de l'école publique des Cadeneaux. Depuis, c'est une commune traditionnellement ancrée au centre-gauche, au moins depuis les élections de 1977 qui ont vu la victoire de Victor Mellan et du parti socialiste. Elle est actuellement dirigée par une majorité de centre-gauche présidée par Michel Amiel, maire de la commune depuis 2001.
Pour autant, du fait de sa position au sein du territoire des Bouches-du-Rhône, la politique communale est relativement complexe. Michel Amiel a en effet été conseiller général, puis vice-président du conseil général socialiste des Bouches-du-Rhône entre 1998 et 2015. Face au soutien socialiste au projet de métropole marseillaise, il décide de quitter le parti en 2013. Il rejoint alors la formation de Jean-Noël Guérini, la Force du 13, pour laquelle il se présente aux sénatoriales de 2014. Après sa victoire aux sénatoriales, il refuse de se présenter aux départementales de 2015 pour défendre son poste de vice-président du conseil général. A l'heure actuelle, il ne garde donc que son mandat de sénateur.
Depuis novembre 2017, c'est madame Monique Slissa qui a succédé à Michel Amiel.
Au niveau inter-communal, la commune des Pennes-Mirabeau a rejoint l'EPCI de la communauté d'agglomération du Pays d'Aix en 2001, et ce contre la celle de Marseille Provence Métropole dont elle faisait partie jusqu'alors.
| Scrutin             | Scrutin             | 1er tour | 1er tour | 1er tour | 1er tour | 1er tour  | 1er tour | 1er tour | 1er tour  | 1er tour | 1er tour | 1er tour | 1er tour | 2d tour | 2d tour | 2d tour | 2d tour | 2d tour | 2d tour |
| Scrutin             | Scrutin             | 1er      | 1er      | %        | 2e       | 2e        | %        | 3e       | 3e        | %        | 4e       | 4e       | %        | 1er     | 1er     | %       | 2e      | 2e      | %       |
| ------------------- | ------------------- | -------- | -------- | -------- | -------- | --------- | -------- | -------- | --------- | -------- | -------- | -------- | -------- | ------- | ------- | ------- | ------- | ------- | ------- |
| Présidentielle 2017 | Présidentielle 2017 |          | FN       | 38,59    |          | LR        | 17,34    |          | LFI       | 16,90    |          | EM       | 16,25    |         | FN      | 56,29   |         | EM      | 43,71   |
| Présidentielle 2022 | Présidentielle 2022 |          | RN       | 38,38    |          | LREM      | 19,21    |          | LFI       | 14,62    |          | REC      | 11,86    |         | RN      | 61,42   |         | LREM    | 38,58   |
| Législatives 2022   | 11e                 |          | RN       | 42,28    |          | G·s-Nupes | 17,91    |          | MoDem-Ens | 17,59    |          | REC      | 6,84     |         | RN      | 64,59   |         | MoDem   | 35,41   |
| Législatives 2024   | 11e                 |          | RN       | 58,84    |          | PS-NFP    | 19,02    |          | MoDem-Ens | 16,13    |          | LR       | 2,85     |         | RN      | 67,76   |         | PS      | 32,24   |

### Politique de développement durable
La commune a engagé une politique de développement durable en lançant une démarche d'Agenda 21.

### Jumelage
Au 3 avril 2020, Les Pennes-Mirabeau est jumelé avec la commune Villanueva de los Infantes depuis 2013.

## Population et société

### Démographie
L'évolution du nombre d'habitants est connue à travers les recensements de la population effectués dans la commune depuis 1793. Pour les communes de plus de 10 000 habitants les recensements ont lieu chaque année à la suite d'une enquête par sondage auprès d'un échantillon d'adresses représentant 8 % de leurs logements, contrairement aux autres communes qui ont un recensement réel tous les cinq ans,.

En 2022, la commune comptait 22 423 habitants, en évolution de +4,97 % par rapport à 2016 (Bouches-du-Rhône : +2,48 %, France hors Mayotte : +2,11 %).
| 1793 | 1800 | 1806  | 1821  | 1831  | 1836  | 1841  | 1846  | 1851  |
| ---- | ---- | ----- | ----- | ----- | ----- | ----- | ----- | ----- |
| 862  | 908  | 1 212 | 1 316 | 1 680 | 1 626 | 1 717 | 1 939 | 1 945 |

| 1856  | 1861  | 1866  | 1872  | 1876  | 1881  | 1886  | 1891  | 1896  |
| ----- | ----- | ----- | ----- | ----- | ----- | ----- | ----- | ----- |
| 1 935 | 1 960 | 2 026 | 2 000 | 2 015 | 1 918 | 1 971 | 2 001 | 1 992 |

| 1901  | 1906  | 1911  | 1921  | 1926  | 1931  | 1936  | 1946  | 1954  |
| ----- | ----- | ----- | ----- | ----- | ----- | ----- | ----- | ----- |
| 1 997 | 2 117 | 2 355 | 2 578 | 3 181 | 4 270 | 4 866 | 5 601 | 7 097 |

| 1962  | 1968   | 1975   | 1982   | 1990   | 1999   | 2006   | 2011   | 2016   |
| ----- | ------ | ------ | ------ | ------ | ------ | ------ | ------ | ------ |
| 7 615 | 10 146 | 14 839 | 15 691 | 18 599 | 19 041 | 20 231 | 19 534 | 21 361 |

| 2021   | 2022   | - | - | - | - | - | - | - |
| ------ | ------ | - | - | - | - | - | - | - |
| 22 161 | 22 423 | - | - | - | - | - | - | - |

### Manifestations culturelles et festivités

#### Fête médiévale
Toutes les années, au mois de mai ou au début du mois de juin, la ville des Pennes-Mirabeau accueille une fête médiévale Lou Mirabeou  qui s'étale sur trois jours. Organisée depuis 2004 par l'association "la Porte des Étoiles", elle attire plusieurs dizaines de milliers de visiteurs venus de toute la région avec un village des artisans et un campement médiéval. De nombreuses animations jalonnent le week-end de la fête.

#### Festivals de musique
Par ailleurs, plusieurs festivals musicaux sont organisés dans la salle de concert pennoise, le Jas'Rod. Les deux plus importants sont le festival Prog'Sud, qui réunit pendant plusieurs jours au mois de mai des groupes aussi bien régionaux qu'internationaux, et le Loco Festival, généralement en février, qui comme son nom l'indique privilégie les formations locales. Ces festivals attirent de plus en plus de spectateurs chaque année.

### Personnalités liées à la commune
- Joseph Aureille (1914-1981), coureur cycliste, y est né.
- Roland Blum y est né en 1945.
- Henri Martinet le compositeur de la musique de Petit Papa Noël possédait une maison près du quartier de La Pigne entre Les Pennes Mirabeau et le hameau du Plan des Pennes. Un petit théâtre porte d'ailleurs son nom aux Pennes Mirabeau.
- Clara Morgane y possède une maison.
- Éric Marty y possède une villa sur les hauteurs.
- Samir Nasri a été remarqué dans le club de football des Pennes-Mirabeau, la Jeunesse Sportive des Pennes-Mirabeau (JSPM)[37]
- Paul Onoratini y est né en 1920.

### Héraldique
Les armes de la commune reprennent celles de l'ancienne famille de Vento, à la différence près que le bleu remplace le rouge au niveau de la coloration du blason.
| Armes de Les Pennes-Mirabeau | Les armes peuvent se blasonner ainsi : Échiqueté d'azur et d'argent de quatre tires. |

## Économie
L'économie de la commune est diversifiée, celle-ci étant très attractive du fait de sa situation au cœur du triangle "Aix-Marseille-Berre" (présence d'un important nœud autoroutier, proximité de la gare TGV de l'Arbois et de l'aéroport Marseille Provence) et d'une fiscalité relativement avantageuse[réf. nécessaire]. Urbanisée de façon relativement tardive, elle abrite un certain nombre d'activités de différentes natures.
Suivant la notion de "systèmes productif" théorisée par Damette et Scheibling au début des années 1980 et réactualisée par Laurent Carroué et Laurent Davezies au début de la décennie 2010, la commune des Pennes-Mirabeau présente une économie très largement basée sur l'économie résidentielle. En effet, la commune rassemble un grand nombre d'habitants, avec des quartiers parfois aisés composés d'un mitage pavillonnaire de type périurbain. Aussi, la sphère de la reproduction sociale non discriminante (commerces, écoles, maison de retraite, gymnases…) y est très présente. Dans cette catégorie, il nous faut en particulier citer la présence de la zone commerciale de Plan de Campagne, plus grande zone commerciale de France, qui se situe aux deux-tiers sur la commune (pour un tiers de sa surface sur le territoire de Cabriès). Celle-ci, de par la présence de certains commerces spécialisés, peut s'apparenter à une économie de reproduction sociale basée sur des services discriminants. Notons également la présence d'un très grand magasin Métro.
Pour autant, la commune des Pennes-Mirabeau ne peut être considérée comme une "commune dortoir", territoire à dominante résidentielle (suivant la typologie de Laurent Davezies) uniquement mue par le développement de l'habitat périurbain. En effet, un certain nombre d'activités productives et périproductives (abstraites comme concrètes) s'y sont également installées, et notamment : 
- une usine d'embouteillage Coca-Cola qui fournit tout le Sud de la France ;
- des établissements de grandes entreprises (Cégélec et Alcatel en particulier) au sein de la zone d'activité de l'Agavon, à très faible distance de la Z.I. des Estroublans à Vitrolles ;
- la présence dans les collines calcaires d'un certain nombre de carrières d'importance et de cimenteries, notamment gérées par l'entreprise Lafarge.

Enfin, quelques survivances d'un système productif agricole subsistent, principalement pour lutter contre l'étalement urbain, notamment au niveau du quartier du Plan-des-Pennes. Ce territoire est intégré au sein de l'AOC huiles d'olive d'Aix-en-Provence.

## Enseignement
De par son étendue géographique, la commune des Pennes-Mirabeau compte plusieurs établissements scolaires. 8 écoles maternelles et autant d'écoles primaires sont en effet dispersées au cœur des nombreux quartiers de la ville et 2 collèges (un public : Jacques Monod, un privé : Saint-Elizabeth).
Une section internationale a vu le jour à la rentrée 2009 au sein du collège public Jacques-Monod. L'accent y est prioritairement mis sur l'enseignement de l'anglais avec 4 heures de cours (LV1) donné par un professeur d'origine anglophone et 4 heures de cours d'histoire-géographie dans cette même langue.

## Culture et patrimoine

### Lieux et monuments

#### Monuments civils

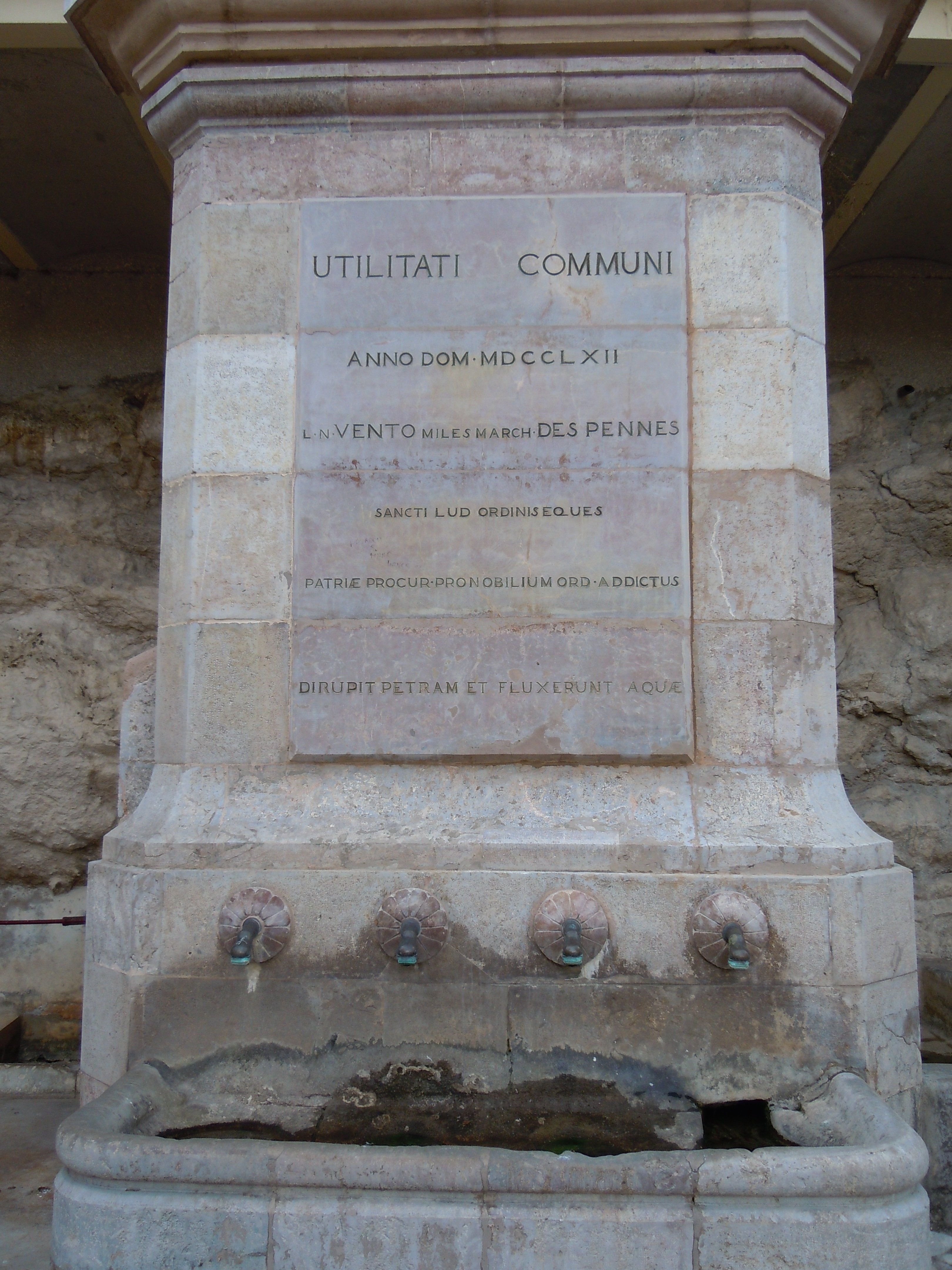
Fontaine des Quatre-Canons (ou "Fontaine de Vento"), construite à l'instigation de Louis Nicolas II de Vento en 1762. L'inscription qui y est gravée peut être traduite par "Pour les besoins de la commune, l'année du Seigneur 1762, le Seigneur Louis Nicolas de Vento marquis des Pennes, chevalier de l'ordre de Saint Louis, dévoué à son pays natal et à l'ordre des nobles, fit éclater la pierre et les eaux jaillirent"

- Oppidum de Teste-Nègre,  Classé MH (1951)[38] : petit oppidum dominant le vallon du poirier, auquel on accède en suivant plusieurs crêtes successives.
- Oppidum de la Cloche,  Classé MH (2004)[39] : oppidum ayant vraisemblablement succédé au précédent pour pouvoir accueillir une population croissante.
- Le vieux village, rassemblant d'importants restes médiévaux et modernes et en particulier le château des Vento, abritant l'ancienne mairie.
- Le moulin de Pallières qui se trouve en haut du vieux village, date au moins du début du XVIIe siècle[40]. Il a été restauré par la municipalité en 1982

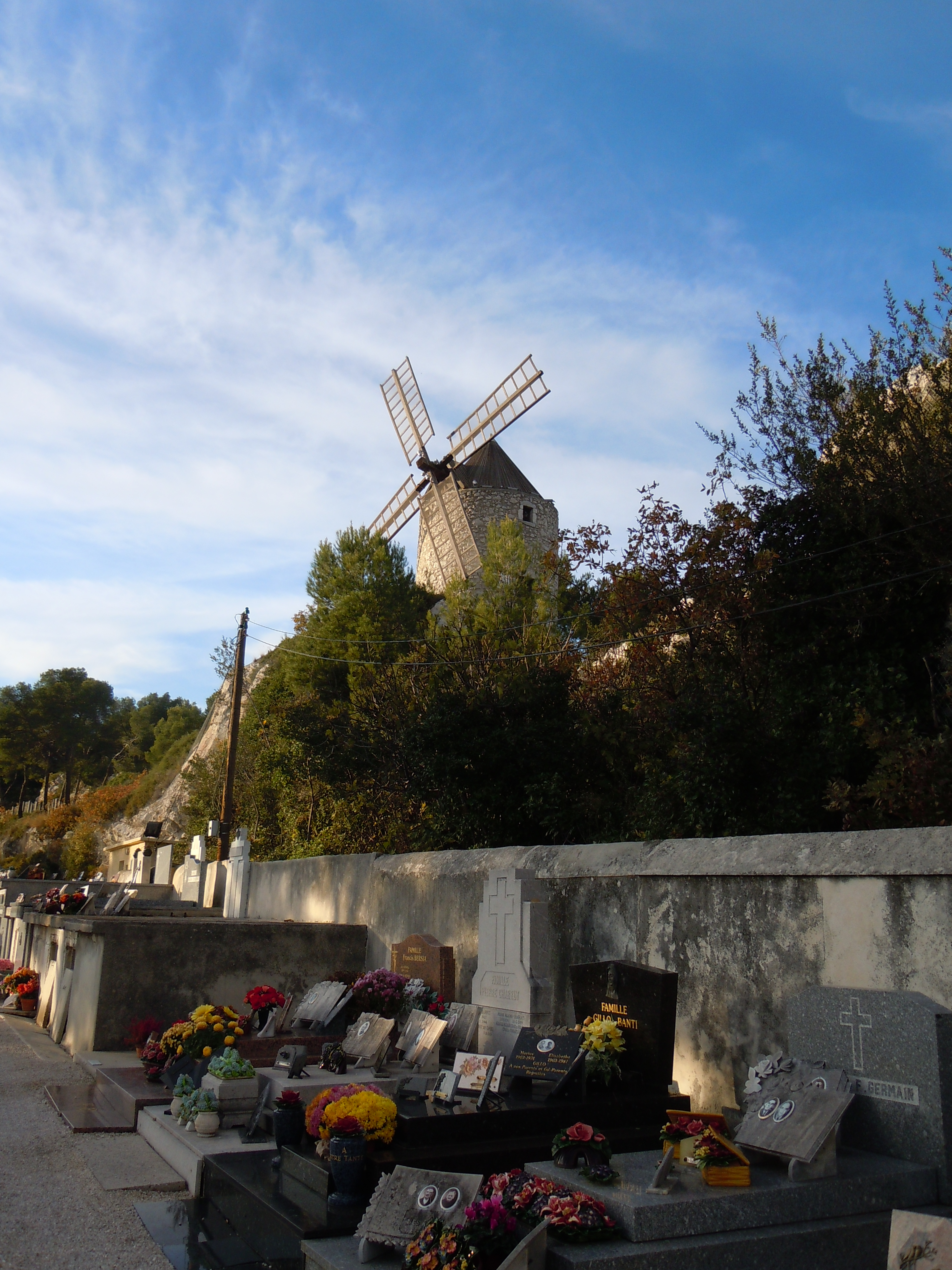
Moulin de Pallières, depuis le cimetière du Vieux Village.

- La fontaine des Quatre-Canons sur la place Léon-Depeyres
- La tour Maguit, située en contrebas du vieux village, se signale par ses curieuses tourelles pointues aux tuiles vernissées
- La Lanterne du souvenir est un ancien moulin qui appartenait à Léon Depeyres qui l'a offert aux anciens combattants. Elle fut inaugurée le 30 septembre 1928. Une coutume d'origine très ancienne voulait qu'on dispose des veilleuses sur les tombes.

#### Monuments religieux
Les Pennes-Mirabeau comptent trois églises et deux chapelles.
- La première église est située dans le village des Pennes-Mirabeau, il s'agit de l'église Saint-Blaise qui a vu sa première pierre posée le 13 juin 1869 et sa dernière à la fin de 1871. Elle s'élève sur l'emplacement de l'ancienne église du village édifiée vers 1070, elle-même vraisemblablement érigée sur les ruines d'un temple païen comme en témoignent les trouvailles archéologiques faites lors des travaux ainsi que la dédicace attribuée à la déesse Cybèle qui ornait la porte de l'ancienne église. Son style est néoclassique, inspiré des monuments grecs et romains[41].
- La deuxième est celle des Cadeneaux, l'église Saint-Dominique, consacrée par Mgr de Belsunce, évêque de Marseille, en 1739.
- Église Notre-Dame-de-l'Assomption de La Gavotte. La troisième se trouve dans le quartier de la Gavotte. Sa construction date de la seconde moitié du XIXe siècle (1865 - 1872), et fut très polémique, la commune refusant de financer un ouvrage religieux à l'origine voulu par un particulier et considéré comme inutile à l'époque au vu de la faible population du hameau (397 habitants) et de la présence des églises des Cadeneaux et de Saint-Antoine à proximité[42].
- Dans le vieux village, près de l'ancien château féodal des seigneurs de Vento, se situe une petite chapelle, la chapelle de Notre-Dame-des-Aides. Fondée au début du XVIIe siècle par les pénitents de Notre Dame des Aides pour la libération des Captifs[43], elle avait pour principale fonction de rassembler des fonds en vue de la libération des prisonniers de la course barbaresque.
- Dans le quartier de Saint-Roch se situe la chapelle Saint-Roch, vraisemblablement édifiée à la suite de la peste de 1720. Il n'est cependant pas exclu qu'elle ait succédé à un sanctuaire beaucoup plus ancien. En 1837, la chapelle fut dotée d'une cloche, parrainée par « Jean Louis Paul marquis de Vento, chevalier de l'ordre de Saint-Jean de Jérusalem et la marraine Mme Baptistine de Cipières, née Maurel ». Le 16 août, pour la fête du saint, une procession partait de l'église paroissiale et se rendait à la chapelle. Restaurée par les fidèles en 1886 puis 1932, elle le fut une dernière fois en 1994 par la mairie, le temps ayant fait d'importants dégâts sur l'édifice[44].